# Gonistylum ruficorne
Gonistylum ruficorne är en tvåvingeart som beskrevs av Macquart 1851. Gonistylum ruficorne ingår i släktet Gonistylum och familjen parasitflugor. Inga underarter finns listade i Catalogue of Life.